# Internationaal Standaard Boeknummer

ISBN in tekst en streepjescode

Het ISBN is een unieke identificatiecode die aan vrijwel iedere boekuitgave wordt toegekend, met als doel de transacties in de bedrijfskolom te vergemakkelijken en eenduidig te maken. De afkorting staat voor International Standard Book Number, en die term is in het Nederlands met overeenkomstige spelling overgenomen als Internationaal Standaard Boek Nummer of Internationaal Standaard Boeknummer. In het spraakgebruik wordt vaak de formulering ISBN-nummer gebezigd, hoewel de logica ISB-nummer zou voorschrijven.
Het is een gewoon GTIN-13 nummer, beginnend met 978 of 979, met de gewone bijbehorende streepjescode.

## Kenmerken
Het ISBN heeft als belangrijkste kenmerken:
- Het is een economisch instrument, ontworpen om het transactieverkeer tussen handelspartners te vereenvoudigen.
- Het bezit een welomschreven structuur volgens internationale afspraken. Binnen die afspraken zijn instanties op drie niveaus gerechtigd het beleid en beheer te voeren.
- Het identificeert niet een werk van een of meer auteurs, maar een bepaalde uitgave van een werk.

Behalve uitgaven in boekvorm krijgen ook enkele andere informatieproducten (educatieve software, elektronische informatiedragers, plattegronden) een ISBN.

## Economische doelstellingen
Het ISBN is bedoeld voor partijen die betrokken zijn bij het uitgeven, distribueren en verkopen van boeken en de "bedrijfskolom" worden genoemd: onder anderen uitgevers, tussenhandel, bibliotheken en boekhandelaren. Voor hen kan het nummer gebruikt worden bij:
- Bestel- en voorraadadministratie.
- Planning van een project en bij het traceren van artikelen binnen het uitgeversfonds of het boekhandelsassortiment.
- Verschaffen van verkoopadministratie en bij (uitleen)statistieken.
- Het onderscheiden van verschillende fysieke vormen en afwijkende versies van een bepaald werk.
- de communicatie tussen de verschillende partijen (omdat ze hetzelfde nummer gebruiken)

## Structuur van het ISBN

### Opbouw
Het ISBN bestaat uit dertien cijfers, opgebouwd uit vijf opeenvolgende groepen.
- Het prefix onderscheidt een ISBN van andere productcodes. Zulke productcodes worden gebruikt door EAN International.
  - EAN International heeft aan ISBN's twee prefixen toegewezen, elk van drie cijfers: 978 en 979. Anno 2014 werd 979 nog niet voor ISBN's gebruikt, en konden bij de vermelding 'ISBN' de cijfers 978 worden weggelaten.
- De registratiegroep geeft doorgaans het land van publicatie aan.
  - Het kan ook het taalgebied aangeven. Zo zijn 90 en 94 groepsnummers voor zowel Nederland als voor Nederlandstalig België. In dit geval zijn de groepsnummers dus tweecijferig.
  - Grote taalgebieden krijgen maar één cijfer, waardoor er meer vervolgposities overblijven voor afzonderlijke uitgaven: Engeland, de Verenigde Staten, Australië, Zuid-Afrika en een aantal andere landen hebben de prefixen 0 en 1. Frankrijk en onder meer Franstalig België en Franstalig Zwitserland hebben 2, Duitse taalgebieden 3, Japans is 4.[2]
  - Kleinere taalgebieden (wat aantal publicaties betreft) daarentegen krijgen drie of meer cijfers: 979 voor Indonesië, 9964 voor Ghana.
  - De registratiegroep geeft geen uitsluitsel over de taal. Zo worden in Nederland vele wetenschappelijke uitgaven in het Engels geproduceerd; zij krijgen niettemin groepsnummer 90 of 94.
  - Het International Standard Music Number (ISMN) heeft een met ISBN vergelijkbare opbouw. De prefix is 979 en de registratiegroep is 0. Bij ISBN's met prefix 979 zullen de registratiegroepen met de cijfers 1–9 beginnen.
- De uitgeversaanduiding is een cijferreeks, opnieuw van uiteenlopende lengte, die de uitgever definieert. De vuistregel luidt: hoe groter het uitgeversfonds is, des te korter is de uitgeversaanduiding. Zo blijft er opnieuw optimale ruimte over voor de titelaanduiding.
  - Bekende uitgevers in het Nederlandse taalgebied krijgen twee of drie cijfers: zo identificeert 02 de Standaard Uitgeverij, 234 is De Bezige Bij. De langste aanduidingen kennen zes cijfers, bijvoorbeeld 800041. Zo'n lange aanduiding is alleen bruikbaar bij instanties die hooguit tien titels zullen uitgeven: er zijn immers al drie plus twee plus zes cijfers gebruikt. Er blijven er nog slechts twee over: een voor de titelaanduiding en een voor het controlecijfer.
- De titelaanduiding identificeert de "titel", zoals dat woord in het boekenvak wordt gebruikt: een bepaald werk in een bepaalde uitvoering en uitgegeven door een bepaalde uitgever. In deze groep kunnen in het Nederlandstalige gebied maximaal vijf cijfers worden toegekend (100.000 titels), maar de meeste uitgevers hebben minder cijfers tot hun beschikking voor de titelaanduiding.
- Het controlecijfer wordt toegevoegd ter voorkoming of correctie van fouten in het ISBN.

Gelegenheidsuitgaven (eenmalige uitgaven van organisaties en particulieren) in het Nederlandse taalgebied kunnen na prefix en registratiegroep een nummer van zeven cijfers krijgen, beginnend met een 9. In dat geval vallen uitgeversaanduiding en titelaanduiding samen.

### Voorbeeld
Een bestaand ISBN is 9789027439642. Hoewel een kenner hierin de vijf elementen wel kan onderscheiden, wordt voor de duidelijkheid het ISBN vaak geschreven als 978-90-274-3964-2 of 978 90 274 3964 2. Hierin is:
| 978  | de EAN-code voor ISBN,                                    |
| 90   | het groepsnummer voor het taalgebied Nederlands,          |
| 274  | de aanduiding voor Uitgeverij Het Spectrum,               |
| 3964 | de aanduiding voor het Witte Boekje, eerste druk, 2006 en |
| 2    | het controlecijfer.                                       |

In bibliotheekcatalogi wordt altijd de schrijfwijze gehanteerd met door streepjes gescheiden groepen. Deze staat ook dikwijls in het colofon van een boek. Websites van uitgevers gebruiken vaak de versie zonder streepjes. Onder de streepjescode achter op een boek staan de cijfers direct achter elkaar, maar vaak staat de versie mét streepjes erboven.

## Handelseenheid en ISBN
Het ISBN duidt een handelseenheid oftewel een uitgave aan. De Engelse term daarvoor is format, maar dit moet in dit geval niet als "formaat" vertaald worden. Doordat het ISBN verwijst naar een uitgave, heeft het slechts een zeer zijdelingse relatie met een bepaald werk van een bepaalde auteur. Een relatie met het begrip "titel" is al helemaal niet te bepalen, aangezien het woord "titel" in het boekenvak uiteenlopende betekenissen heeft; er zou verwarring ontstaan. Het duidelijkst is een en ander wellicht samen te vatten met de formulering: Het ISBN geeft een fysiek product aan. Die producten kunnen op talloze punten van elkaar verschillen, en dus elk een eigen ISBN hebben. Een aantal criteria en voorbeelden volgt hieronder. Oudere, tiencijferige ISBN's zijn daarbij veelal omgerekend naar de nieuwe, dertiencijferige vorm.

### Bindvorm
Een gebonden uitgave van een werk krijgt een ander ISBN dan de ingenaaide, maar verder identieke versie.
J.J. Voskuil: Het Bureau I. Meneer Beerta heeft in de gebonden uitgave het ISB-nummer 978-90-282-0892-6.
De ingenaaide uitgave heeft 978-90-282-0951-0.

### Editie
Indien van een werk een nieuwe editie verschijnt, die veelbetekenend afwijkt van de vorige, verandert het ISBN. Kleinigheden als verbetering van drukfouten tellen niet als significante afwijking.
Het ISBN van het Verzameld werk van Maria Dermoût was in de eerste uitgave 90-214-1030-3; dit oude tiencijferige nummer zou nu 978-90-214-1030-2 zijn geweest.
De vijfde druk van deze uitgave werd vermeerderd met enkele verhalen, en het ISBN werd 90-214-5945-0. (Het dertiencijferige equivalent, dat thans moet worden gebruikt, zou zijn 978-90-214-5945-5.)

### Facsimileherdruk
Een uitgever neemt soms een uitgave van een collega over, en het staand zetsel (meestal platen) wordt gebruikt voor een geheel identieke herdruk, maar dan onder andere uitgeversnaam. Zo'n facsimileherdruk krijgt een ander ISBN.

### Copublicatie of coproductie

#### Copublicatie
Een copublicatie is één titel in één format, waaraan echter twee of meer uitgevers samenwerken. Aangezien meestal een hunner voor de distributie van het werk zorgdraagt, is het voldoende om aan de uitgave slechts één ISBN toe te kennen: het gaat immers om bedrijfsdoeleinden. Maar toekenning van meerdere nummers is wel toegestaan, en zo kan het gebruik verschillen.
Het verzameld werk van Graham Greene verscheen in de jaren zeventig van de vorige eeuw als copublicatie van de Britse uitgeefhuizen William Heinemann en The Bodley Head. Het deel The Quiet American vermeldde:
"SBN 434 30558 8 (Heinemann) ISBN 0 370 01483 9 (Bodley Head)".

#### Coproductie
Een coproductie is een titel die door verschillende uitgevers in verschillende talen (nagenoeg) tegelijkertijd wordt uitgebracht. Dit is lonend bij rijk geïllustreerde werken; reisgidsen, atlassen, andere plaatwerken. De kleurendruk vormt immers verreweg de grootste kostenpost; die kosten worden nu internationaal gedeeld, terwijl de relatief geringe tekst goedkoop kan worden vertaald. Bij zulke coproducties hanteert iedere uitgever zijn eigen ISBN. De registratiegroep is immers al per land of taalgebied anders, de uitgeversaanduiding is dat uiteraard ook, evenals de titelaanduiding.

### Paralleluitgave
Traditioneel werd in Engelstalige gebieden een boek, tenminste als het om literaire fictie ging, tweemaal uitgegeven. Britse en Amerikaanse uitgevers hadden de wereld als afzetgebied onderling verdeeld, en die verdeling kwam erop neer dat de Britten als hun markt zowel het Verenigd Koninkrijk als het Gemenebest hadden; Amerikaanse uitgevers bedienden de Verenigde Staten en de Filipijnen; de rest van de wereld werd door beide partijen verzorgd. Dientengevolge verscheen er van een boek veelal een uitgave bij een Britse uitgever, maar ook een bij een Amerikaanse. Beide hadden een verschillend ISBN. Als dan ook nog (in de Engelstalige situatie een jaar later), de paperbackuitgave de gebonden versie opvolgde, waren er dus vier uitgaven in omloop, ieder met een eigen ISBN, maar met dezelfde tekst. Vervolgens konden er nog de mass-market paperbacks volgen, de versie die wij aanduiden met "pocket", en opnieuw waren er andere ISBN's nodig.
Deze situatie is de laatste jaren wat gecompliceerder geworden. In de eerste plaats hebben fusies en overnamen ervoor gezorgd dat uitgeefhuizen aan beide zijden van de Atlantische Oceaan actief werden; in plaats van twee ISBN's was er dan één voldoende. In de tweede plaats heeft de opkomst van de paperback original ervoor gezorgd dat bepaalde boeken niet meer in gebonden vorm verschenen. Op vele andere uitgaven is de oude situatie echter nog steeds van toepassing.

### Licentie-uitgave
Van een populaire titel verschijnt soms bij een andere uitgever een goedkope herdruk. Zo'n uitgave is eenmalig, vaak in serie, en het betekent niet dat de oorspronkelijke uitgeverij haar exploitatierechten op de titel afstaat. Zij verleent slechts toestemming, licentie, tot een incidentele herdruk. Daarbij wordt soms de oorspronkelijke uitgeversaanduiding in het ISBN gehandhaafd, maar omdat het om een product in andere fysieke vorm gaat, zal de productaanduiding wel verschillen. Soms verandert ook de uitgeversaanduiding.
Het ISBN van Remco Camperts Het leven is vurrukkulluk luidt bij De Bezige Bij, waar het werk van deze auteur verschijnt, 978-90-234-22082.
Een licentie-uitgave van de Wegener Dagbladen heeft echter het nummer 978-2-87427-200-4. (Niet 90, doordat het hier geen specifieke boekenuitgeverij betreft.)

### Vertaling
Aangezien vertalingen in andere taalgebieden, in andere landen en in andere versies verschijnen dan het origineel, krijgen zij alle andere ISBN's. Ook binnen één taalgebied kunnen verschillende vertalingen in omloop zijn, met verschillende ISBN's.
Een Spaanstalige uitgave van Ficciones van Jorge Luis Borges heeft het nummer 978-84-206-3312-1. De registratiegroep voor veel (maar niet alle) Spaans is 84.
Een andere Spaanstalige editie heeft het nummer 978-84-7888-288-5
In het Engels bestaan verschillende vertalingen, nu eens onder de titel Ficciones, dan weer als Fictions. Een daarvan heeft het nummer 978-0-7145-4083-2.
In het Nederlands komt de verhalenbundel voor in de Werken in vier delen, deel 1, verschenen bij De Bezige Bij. Dit deel bevat nog andere verhalen. Het ISBN is 978-90-234-1178-9.
Er zijn nog talloze andere uitgaven, met geheel andere nummers.

### Seriewerk
Sommige werken verschijnen in een gesloten serie; dat wil zeggen dat het aantal delen beperkt is.
Die delen krijgen doorgaans elk een eigen ISBN, maar als ze niet apart verhandelbaar zijn, is dat niet nodig. Ook als ze dat wel zijn (zoals bij encyclopedieën, waarvan men het abonnement kan beëindigen), is er toch vaak een ISBN dat uitsluitend de gehele serie aanduidt.
Van 1980 tot 1984 verscheen de tweede druk van de Moderne Encyclopedie van de Wereldliteratuur, in tien delen. Het ISBN van de serie als geheel is 978-90-228-4330-7. Daarnaast heeft deel 1 het nummer 987-90-228-4331-4; deel 2 heeft 987-90-228-4332-1; enzovoort.
In 1997 werden de drie prozadelen van De harde kern van Frida Vogels herdrukt; ditmaal in twee banden. De twee ingenaaide banden hebben tezamen 987-90-282-0909-1 als ISBN; ze werden gezamenlijk geleverd, en de banden hebben elk geen afzonderlijk ISBN.
Bij een open serie, die in principe geen laatste deel kent, is het ISBN niet van toepassing; zulke werken krijgen een ISSN.

### Bundeling
Een titel kan aanvankelijk apart verschijnen, maar later worden heruitgegeven gebundeld met ander werk. De verandering is dan uiteraard groot; er komt dan ook een nieuw ISBN.
Een aap in de wolken (1995) van Louis Ferron heeft als ISBN het nummer 978-90-234-3491-7, zijn Viva Suburbia (1998) 978-90-234-3813-7. 
Toen beide titels samen met De walsenkoning werden gebundeld tot De Haarlemse trilogie (2006), kreeg die verzameluitgave als ISB-nummer 978-90-234-2080-4.

### Titelwijziging
Indien een uitgever besluit de titel van een werk te wijzigen, hoort daar een nieuw ISBN bij.

### Distributeur
De distributeur van boeken is doorgaans degene die boeken importeert; althans in het Nederlandstalige gebied wordt de distributie van Nederlandstalig werk immers goeddeels verzorgd door CB (distributiebedrijf) (voorheen 'Centraal Boekhuis'). Een distributeur-importeur heeft doorgaans geen eigen uitgeversaanduiding nodig; tenzij hij boeken invoert uit gebieden waar geen ISBN in gebruik is.

### On demand publishing
Bepaalde werken worden geleverd op bestelling van een afnemer, en in uiterst geringe oplagen, soms slechts één exemplaar. Deze door de afnemer bepaalde uitgave krijgt niet iedere keer een apart ISBN. Doorgaans zal een originele uitgave er al wel een hebben.

## Administratie
Beleid en beheer van het ISBN vindt op drie niveaus plaats.
- Internationaal wordt het geregeld door het International ISBN Agency in Berlijn.[5] Dat zorgt voor de toewijzing van registratiegroepscodes. Het bureau gaat niet over de uitgeversaanduiding in engere zin, maar bepaalt wel de structuur van die uitgeversaanduiding: aan de begincijfers van deze code is namelijk te zien hoe lang de code is; een tamelijk technische bewerking.
- Nationaal: Het groepsbureau voor het Nederlandstalige gebied is in Culemborg gevestigd bij CB. Het wijst individuele uitgevers hun uitgeversaanduiding toe, afhankelijk van de grootte van het bedrijf. Het kan ook titelaanduidingen toekennen. Meta4Books vzw vertegenwoordigt het groepsbureau voor de uitgevers gevestigd in Vlaanderen en Brussel.
- Per uitgever: Uitgevers, met name de grotere, die voldoende expertise in huis hebben, kennen hun uitgaven ook wel zelf een titelaanduiding toe. Dit doen ze dan op basis van een uitgeversaanduiding die zij hebben ontvangen.

Overigens is er bij een uitgave geen wettelijke verplichting een ISBN aan te vragen; bij 90–95% van de titels in het Nederlandse taalgebied gebeurt dit echter wel.

## Geschiedenis van het (I)SBN
In 1966 werd in het Verenigd Koninkrijk een Standard Book Number (SBN) ingevoerd door de boekhandelsketen W.H. Smith. Het kende negen cijfers, verdeeld in de groepen uitgeversaanduiding, titelaanduiding en controlecijfer. In 1970 werd het systeem internationaal overgenomen als International Standard Book Number, al is in het Verenigd Koninkrijk het negencijferig systeem nog jarenlang gebruikt naast het nieuwe. Het ISBN was tiencijferig gemaakt: er werd een groepscode voor de drie bestaande groepen geplaatst, en voor Engelssprekende landen was die groepscode 0 of 1. Andere landen sloten zich aan. Als hun registratiegroep uit meer dan één cijfer bestond, ging dat ten koste van de erop volgende cijfers; uitgevers- en/of titelaanduiding werden dus korter. Maar aangezien geen enkel taalgebied zoveel uitgaven kende als het Engelse, was dit geen probleem.

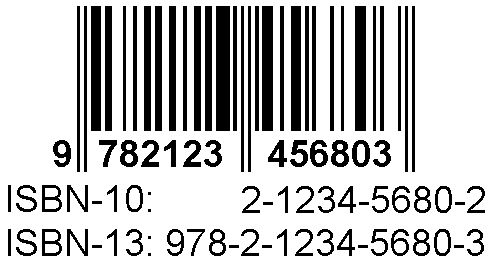
Conversie van ISBN-10 naar ISBN-13; de -2- geeft de Franstalige registratiegroep aan

Dertig jaar later was daarin verandering gekomen. De tiencijferige ISBN's raakten op en mede om de aansluiting te verstevigen met de internationale EAN-standaard, werd het ISBN uitgebreid tot dertien cijfers. ISBN-10 werd ISBN-13. Die operatie ging op 1 januari 2007 in de praktijk van start, en op 1 januari 2008 moesten alle codes zijn "omgenummerd". Voor deze exercitie bestaat overigens een "converter", waarmee ook het controlegetal kan worden vastgesteld. Voorlopig is aan bestaande nummers alleen het prefix 978 toegevoegd; hun aantal is daarmee gelijk gebleven. Doordat ook het prefix 979 voor de toekomst is gereserveerd, is op termijn het beschikbare aantal ISBN's (vrijwel) verdubbeld (de combinatie 979-0 wordt gebruikt door het ISMN).

## Openstelling voor publiek
In Nederland is de ISBN-bank lang besloten geweest. Alleen de boekhandels die waren aangesloten op CB hadden toegang tot de registraties. In 2007 opende de Stichting Auteursdomein een petitieregister en startte zij een procedure voor de Mededingingsautoriteit. In december 2008 heeft CB de ISBN-bank opengesteld voor het publiek.

## Berekening van het controlecijfer
Het controlecijfer wordt als volgt berekend. Uitgegaan wordt van het ISBN dat aan een uitgave is toegekend, maar dat nog geen controlecijfer heeft. Het heeft dus nog slechts twaalf cijfers.
1. Alle cijfers op een even positie in dit ISBN worden bij elkaar opgeteld en met 3 vermenigvuldigd.
2. Alle cijfers op een oneven positie in dit ISBN worden hier ook bij opgeteld.
3. Het controlecijfer is dat cijfer dat hier nog bijgeteld moet worden om op een veelvoud van 10 te komen. Dit kan lopen van 0 (de som is al direct een veelvoud van 10) tot en met 9 (de som eindigt op een 1).

Een voordeel van deze berekeningswijze ten opzichte van een eenvoudiger controlecijfer is dat het verwisselen van twee cijfers – een abuis dat makkelijk optreedt – tot een ander controlecijfer leidt, hetgeen de ongeldigheid signaleert.
Voorbeeld: gesteld dat een ISBN moet gaan luiden: 978-90-274-3964-?, dan wordt het controlecijfer als volgt berekend:
1. De cijfers op de even posities zijn 7, 9, 2, 4, 9 en 4. Bij elkaar opgeteld en vermenigvuldigd met 3 leveren deze cijfers 105 op.
2. De cijfers op de oneven posities zijn 9, 8, 0, 7, 3 en 6. Deze cijfers, samen 33, opgeteld bij 105 leveren 138 op.
3. Dat is 2 minder dan het volgende tiental, 140. Het ISBN wordt dus 978-90-274-3964-2.

Bij de oude, tiencijferige ISB-nummers was de berekeningswijze geheel anders, en ontstond er ook een ander controlecijfer. Van de 9 bekende cijfers van het ISBN werd het eerste met 10 vermenigvuldigd, het tweede met 9, het derde met 8 enzovoorts. Bij de som van de producten werd dan een getal opgeteld, zodanig dat een veelvoud van 11 ontstond. Dit toegevoegde getal werd als controlecijfer genomen; het kon uiteraard 0 zijn, namelijk als de bedoelde productsom reeds een veelvoud van 11 was. Als het controlecijfer 10 was, werd in plaats van een cijfer een X op de laatste positie gezet.